# Fenny Stratford
Fenny Stratford är en ort i civil parish Bletchley and Fenny Stratford, i kommunen Milton Keynes, i grevskapet Buckinghamshire, i England. Fenny Stratford var en civil parish 1866–1934 när blev den en del av Bletchley. Civil parish hade 4 602 invånare år 1931.